# Монако (баскетбольний клуб)
«Монако» (фр. AS Monaco Basket) — французький баскетбольний клуб з міста Фонв'єй, створений 1928 року. На внутрішній арені клуб виступає в чемпіонаті Франції, на міжнародному — в Євролізі.

## Історія
Баскетбольна секція спортивного клубу «Монако» була заснована у 1928 році.
До початку 1970-х років монегаски виступали у другому дивізіоні Франції. У сезоні 1972–73 років здобувши перемогу в другому дивізіоні, кваліфікувались до Першого дивізіону. У сезоні 1974–75 років «Монако» дебютувало в Кубку Корача, де вони поступились у всіх трьох іграх, зокрема і землякам із команди АСВЕЛ. У сезоні 1982–83 років монегаски потрапили до ТОП-16 турніру Кубка Корача.
На початку 1980-х років «Монако» поступово наближався до лідерів французького клубного баскетболу, зокрема у сезоні 1982–83 вони вийшли до фіналу Кубка Федерації, де поступились «Ліможу» 96–81. У чемпіонаті монегаски стали «грозою авторитетів», насамперед через наявність у складі американця Роберта Сміта, який був лідером клубу.
Згодом «червоно-білі» вибули із першого дивізіону. Лише у сезоні 2014–15 років вони здобули право повернутись до еліти.
У сезоні 2016–17 «Монако» після тривалої перерви повернувся і на європейську арену, де за підсумками змагань посів третє місце.
У сезонах 2018–19, 2019–20 та 2020–21 років монегаски виступали в Єврокубку, вигравши його в сезоні 2020–21 років.
У сезоні 2021–22 «червоно-білі» дебютують у Євролізі. Наступного сезону вони вдруге поспіль виходять до плей-оф турніру.
22 квітня 2023 року «Монако» виграв свій перший великий трофей, Кубок Франції з баскетболу, перемігши у фіналі АСВЕЛ. Елі Окобо став MVP фіналу Кубка. На євроарені клуб вперше вийшов до фіналу чотирьох Євроліги. Поступившись у півфіналі грецькому «Олімпіакосу» 76–62, у матчі за третє місце «червоно-білі» переграли іспанську «Барселону» 78–66.
У сезоні 2024–25 років монегаски вдруге вийшли до фіналу чотирьох Євроліги, де спочатку переграли грецький «Олімпіакос» 78–68, а у фіналі поступилися турецькому «Фенербахче» 70–81.

## Арена
Домашні матчі команда проводить на спортивному майданчику «Зал Гастон Медесін», який вміщує 5000 глядачів.

## Досягнення

### Національні змагання
Чемпіонат Франції
Переможець (2): 2022–23, 2023–24
Срібний призер (5): 1949–50, 2017–18, 2018–19, 2021–22, 2024–25
Кубок Франції
Переможець (1): 2022–23
Кубок лідерів
Переможець (3): 2016, 2017, 2018

### Європейські змагання
Євроліга
Фіналіст (1): 2024–25
Третє місце (1): 2022–23
Єврокубок
Переможець (1): 2020–21
Ліга чемпіонів ФІБА
Фіналіст (1): 2017–18
Третє місце (1): 2016–17